# Jackson Vroman
Jackson Brett Vroman (Laguna, California, 6 de junio de 1981-Los Ángeles, California, 29 de junio de 2015) fue un baloncestista estadounidense, nacionalizado libanés, que jugó durante dos temporadas en la NBA, en la liga ACB y en la liga lituana. Obtuvo la nacionalidad libanesa en 2009 para poder jugar con la selección de aquel país.

## Trayectoria deportiva

### Universidad
Tras haber disputado dos temporadas en el pequeño Community College de Snow, en el cual lideró su conferencia en anotación, con 23,9 puntos por partido, y en rebotes, con 9,6, jugó durante dos temporadas con los Cyclones de la Universidad Estatal de Iowa, en las que promedió 13,2 puntos y 9,5 rebotes por partido. Acabó como el segundo mejor de la historia de los Cyclones en porcentaje de tiros de campo, con un 55,8%, y el noveno en tapones. Fue el primer jugador de Iowa State en liderar la clasificación de rebotes de la Big 12 Conference desde que en 1980 lo lograra Dean Uthoff. Fue elegido en su última temporada en el tercer mejor quinteto de la conferencia.

### Profesional
Fue elegido en la trigésimo primera posición del Draft de la NBA de 2004 por Chicago Bulls, pero fue traspasado inmediatamente, junto con una futura ronda del draft, a Phoenix Suns, a cambio de Luol Deng. En los Suns, dirigidos esa temporada por Mike D'Antoni, no encontró hueco en el equipo, jugando apenas 10 partidos en los que promedió 1,6 puntos y 1,3 rebotes.
En enero de 2005 fue traspasado, junto con Casey Jacobsen y Maciej Lampe a New Orleans Hornets, a cambio de Jim Jackson y una segunda ronda del draft. Allí tuvo alguna oportunidad más, pero continuó siendo uno de los últimos hombres del banquillo. Al menos, sus estadísticas en su primera temporada subieron hasta los 5,4 puntos y 4,5 rebotes por partido.
Tras una temporada más para olvidar en los Hornets, probó suerte en la liga de Puerto Rico, fichando por los Capitanes de Arecibo, pero solo disputó 2 partidos antes de recibir la llamada del Gran Canaria Grupo Dunas de la liga ACB. En el equipo insular cuajó una buena temporada, promediando 10,5 puntos y 5,0 rebotes por partido.
Al finalizar la temporada vuelve a su país, para participar en las ligas de verano de los Hornets, pero finalmente regresa a la liga española, fichando por el Akasvayu Girona. En el equipo catalán no consiguió el protagonismo deseado, pactando en febrero de 2008 con el club su traspaso al Lietuvos Rytas de la liga lituana con el objetivo de disputar la Euroliga.
Al término de la temporada se marcha a jugar a la Superliga de Irán, al Saba Mehr Tehran, de donde pasaría al Mahram Tehran, su equipo actual, con los que conquistó el título de liga, siendo además una pieza clave en la consecución del XII Torneo de Clubes del Oeste Asiático, donde fue el segundo mejor anotador del torneo, con 21,3 puntos por partido, y el tercer mejor reboteador, con 10,5 capturas.

### Selección nacional
En 2009 obtuvo el pasaporte libanés, a pesar de no haber jugado nunca en ese país, para participar con la selección de baloncesto de Líbano. Disputó 8 partidos, en los que ha promediado 17,1 puntos y 8,4 rebotes, logrando sus mejores números ante la selección china, con 27 puntos y 10 rebotes.

## Estadísticas de su carrera en la NBA

### Temporada regular
| Temporada | Edad | Equipo              | Liga | P  | TIT | MIN  | TC  | TCA | %TC  | 3P  | 3PA | %3P  | TL  | TLA | %TL  | R.OF. | R.DEF. | REB | ASIS | ROB | TAP | PER | FP  | PTS |
| 2004-05   | 23   | TOTAL               | NBA  | 46 | 18  | 15.3 | 1.8 | 4.3 | .412 | 0.0 | 0.1 | .000 | 1.0 | 1.6 | .640 | 1.4   | 2.4    | 3.8 | 0.9  | 0.5 | 0.4 | 1.4 | 2.3 | 4.6 |
| 2004-05   | 23   | Phoenix Suns        | NBA  | 10 | 1   | 5.7  | 0.6 | 1.6 | .375 | 0.0 | 0.0 |      | 0.4 | 0.7 | .571 | 0.5   | 0.8    | 1.3 | 0.7  | 0.3 | 0.2 | 0.7 | 1.1 | 1.6 |
| 2004-05   | 23   | New Orleans Hornets | NBA  | 36 | 17  | 18.0 | 2.1 | 5.1 | .415 | 0.0 | 0.1 | .000 | 1.2 | 1.9 | .647 | 1.6   | 2.9    | 4.5 | 0.9  | 0.6 | 0.5 | 1.6 | 2.6 | 5.4 |
| 2005-06   | 24   | New Orleans Hornets | NBA  | 41 | 2   | 9.9  | 0.6 | 1.6 | .394 | 0.0 | 0.0 |      | 0.5 | 1.1 | .477 | 0.8   | 1.3    | 2.1 | 0.3  | 0.3 | 0.3 | 0.5 | 1.9 | 1.8 |
| Total     |      |                     | NBA  | 87 | 20  | 12.8 | 1.2 | 3.0 | .408 | 0.0 | 0.0 | .000 | 0.8 | 1.4 | .580 | 1.1   | 1.9    | 3.0 | 0.6  | 0.4 | 0.3 | 1.0 | 2.1 | 3.3 |

## Vida personal
Nació en la ciudad californiana de Laguna y debido a que su padre, Brett Vroman, fue jugador profesional de baloncesto, creció entrenando en su casa hasta llegar a la universidad con un nivel de juego muy avanzado que le hizo ser superior a sus compañeros desde el primer momento.
Era muy amigo del conocido jugador de póker, Dan Bilzerian, junto al que aparecía en ocasiones en algunas de sus fotos.

### Fallecimiento
El 29 de junio de 2015 su amigo Bilzerian comunicó la muerte de Jackson en su red social, publicando una imagen en la que aparecía el jugador estadounidense, sobre una frase que decía: In Loving Memory of Jackson Vroman. Finalmente, se reveló que su fallecimiento se produjo al sufrir una caída accidental en su piscina. Las cámaras de seguridad confirmaron el accidente.
La autopsia reveló informes toxicológicos que mostraban ketamina, cocaína y GHB en su organismo.